# 顧珀
顾珀（1464年10月12日—1549年1月18日），字戴祥，号新山，福建晉江人，明朝政治人物，同進士出身。

## 生平
弘治八年（1495年）乙卯科福建鄉試第五十四名舉人，弘治十二年（1499年）登己未科會試第二百六十七名，三甲一百三十四名進士，擔任虹县知縣，父亲去世丁憂，正德元年（1506年）復除旌德知縣，升任和州知州，治理賑災有功，后因忤逆太監刘瑾被逮捕，刘瑾被誅后，升任南京吏部考功司郎中，母亲去世辞官守制。服闋，改任兵部武库司郎中，正德十二年（1517年）九月升任湖广布政使司右参议，督粮储，平定當地叛亂，后升任湖广按察使副使，嘉靖元年（1522年）致仕。
嘉靖五年（1526年）起復擔任四川按察使副使，整饬威茂兵备。次年，升任河南右参政，嘉靖七年（1528年）升至江西左布政使，同年十月擢南京太仆寺卿，八年五月改南京太常寺卿，六月升南京户部右侍郎，總督江防。十三年七月因太庙失火，上疏自陳，遂致仕。嘉靖二十八年正月卒，享年八十六，死後赠都察院右都御史，賜祭葬。

## 家族
曾祖顾長祖；祖顾鸞；父顾美，義官。母魏氏。具庆下。兄顾珊。弟顾瓒、顾㻾。孫顾应祯。